# Valamugil
Valamugil – rodzaj ryb mugilokształtnych z rodziny mugilowatych (Mugilidae).

## Klasyfikacja
Gatunki zaliczane do tego rodzaju:
- Valamugil buchanani
- Valamugil formosae
- Valamugil robustus
- Valamugil speigleri